# Jekaterina Larionova
Jekaterina Larionova, född den 23 januari 1994 i Oral, är en kazakisk brottare.
Hon tog OS-brons i mellanvikt i samband med de olympiska tävlingarna i brottning 2016 i Rio de Janeiro.